# Caught in the Act (film 1918)
Caught in the Act è un film muto del 1918 diretto da Harry Millarde.

## Trama
Priscilla Kane, un'irrequieta ragazza della buona società alla ricerca di eccitanti avventure, scappa dal college e poi rifiuta l'uomo che il padre le vorrebbe far sposare. Un giorno, in un negozio, il giornalista Langdon Trevor la scambia per una sarta e le chiede di venire da lui per un rammendo. Lei, attratta dal giovanotto, non chiarisce l'equivoco e si presenta a casa sua. Durante una delle sue visite, un fotografo assunto da suo padre per spiare Langdon (il giornalista sta mettendo in croce Kane padre accusandolo di essere un profittatore), scatta delle foto che possono sembrare compromettenti. I due innamorati scappano dalla finestra e la fuga finisce con le loro nozze.

## Produzione
Il film fu prodotto dalla Fox Film Corporation.

## Distribuzione
Distribuito dalla Fox Film Corporation, il film uscì nelle sale cinematografiche USA il 15 dicembre 1918.